# Onitis endroedii
Onitis endroedii là một loài bọ cánh cứng trong họ Bọ hung (Scarabaeidae).